# Big Wall

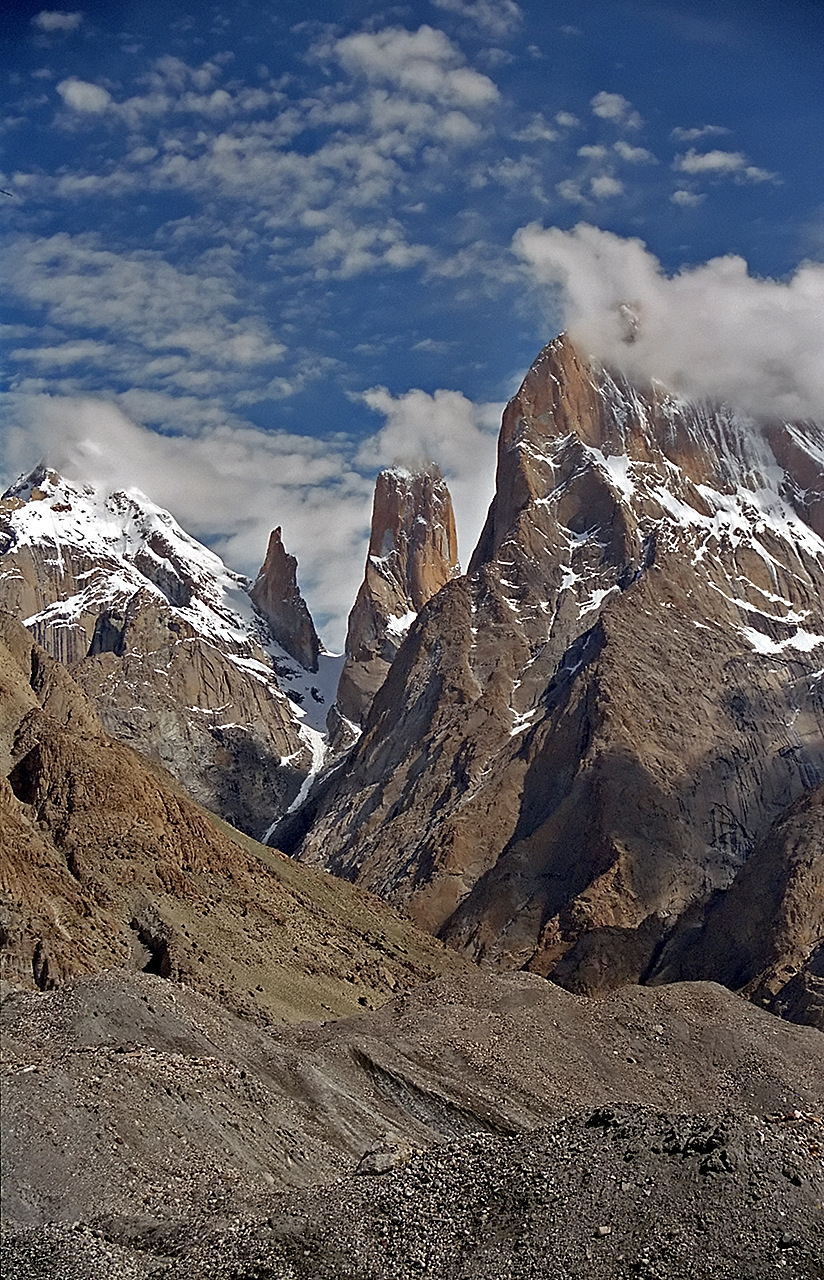
Район Транго Тауерс в Каракорумі, де альпіністами пройдено великі стіни

Велика стіна, або Big Wall — клас альпіністських сходжень, метою яких є підкорення вершини по маршруту, що проходить по вертикальній стіні, скельній, льодовій, або комбінованій, великої протяжності (з перепадом висот в 1000 метрів і більше). Як правило, потрібно більше одного дня на проходження маршруту. При цьому передбачаються ночівлі на підвісних платформах, все спорядження необхідно піднімати з собою.
Сходження такого класу є сходженнями найвищої технічної складності. Часто успішним проходженням маршруту вважається не факт сходження на вершину, а проходження технічної частини маршруту стіни по так званих ключових ділянках.
Як правило, проходження стінного маршруту високої складності починається з розвідки, при якій досліджується район майбутнього сходження, кліматичні умови, роза вітрів. Особливу увагу приділяють візуальному вивченню маршруту за допомогою оптичних приладів, замальовка з подальшим аналізом місць можливої ночівлі на стіні, лавинонебезпечних і каменепадонебезпечних місць, можливих шляхів аварійного сходу з маршруту. Як правило, довжина маршруту оцінюється в «мотузках», тобто в кількості ділянок маршруту, які проходяться зі страховкою на довжину однієї мотузки (стандартна довжина мотузки — 50 м).

## Історія
Історія Великих стін почалася 1957 р. в США в національному парку Йосеміті з технічного проходження Напівкупола (Half Dome) за маршрутом, відомим сьогодні, як Північно-західна стіна (Regular Northwest Face). Його пройшла зв'язка з трьох альпіністів — Роял Роббінс (Royal Robbins), Майк Шеррік (Mike Sherrick) і Джеррі Голлвас (Jerry Gallwas). Їхнє сходження тривало 5 днів, зараз цей маршрут проходять вільним лазінням за кілька годин.

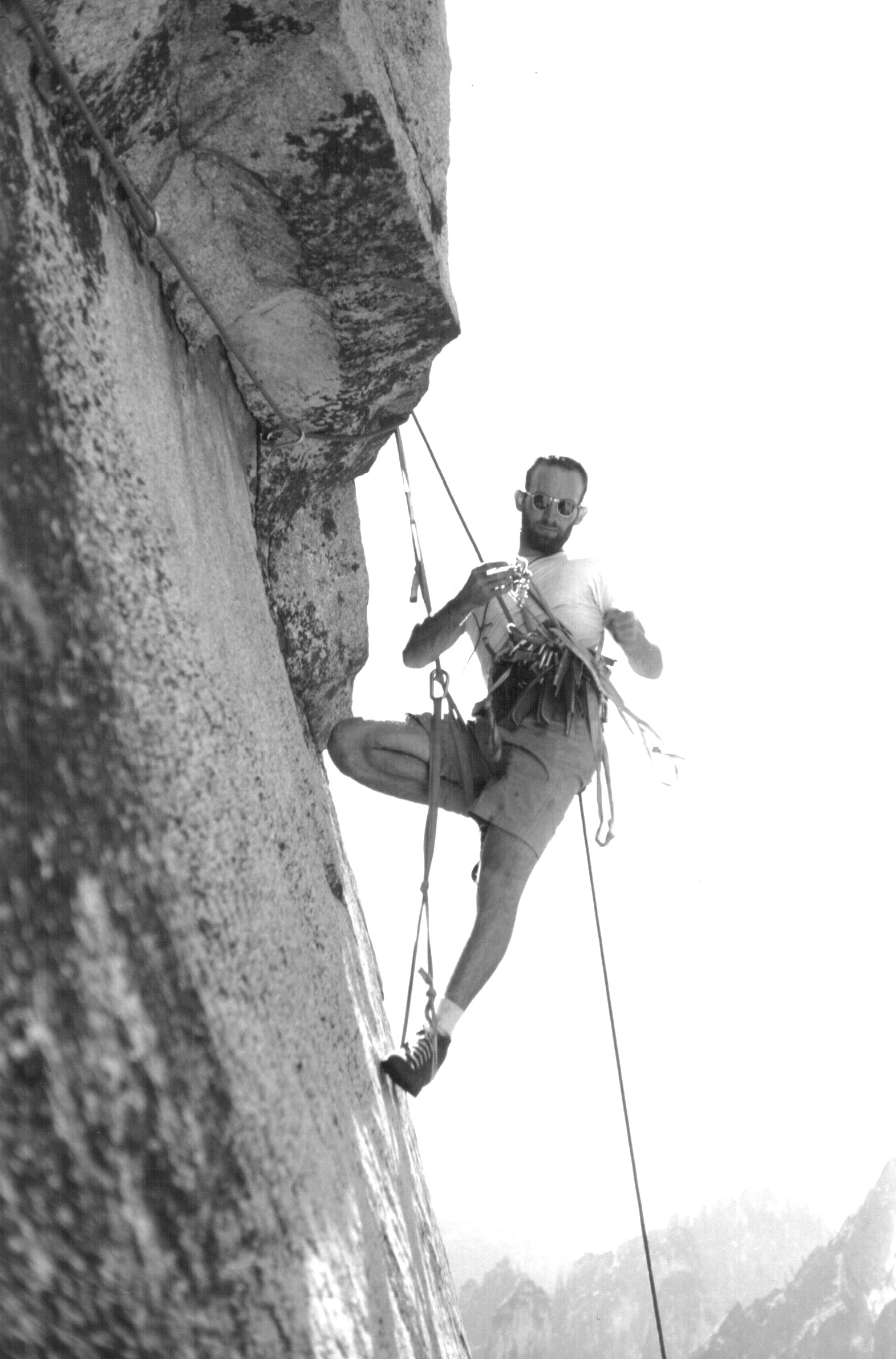
Роял Роббінс (Royal Robbins) лідирує на третій мотузці на маршруті Salathé Wall на Ель Капітані в Йосеміті в 1961 р. Фото Тома Фроста (Tom Frost).

Другою великою стіною, на яку зійшли альпіністи, став Ель Капітан. По маршруту Ніс (The Nose) у 1958 р. піднялися Воррен Гардинг (Warren Harding), Вейн Меррі (Wayne Merry) та Джордж Візмор (George Whitmore). Вони пройшли стіну за 47 днів, використовуючи тактику «облоги» і навішуючи мотузки по всій довжині маршруту. Наступне проходження по цьому маршруту здійснили у 1960 році за 7 днів без використання тактики «облоги» Роял Роббінс (Royal Robbins), Джой Фітчен (Joe Fitschen), Чак Пратт (Chuck Pratt) і Том Фрост (Tom Frost). Перше одиночне сходження на Ель Капітан по маршруту Ніс у 1969 р. здійснив Том Бауман (Tom Bauman). Перше проходження за один день реалізували у 1975 р. Джон Лонг (John Long), Джим Брідвелл (Jim Bridwell) і Біллі Вестбей (Billy Westbay). У 1993 р американська скелелазка Лінн Гілл (Lynn Hill) стала першою людиною, якій вдалося пройти Ніс вільним лазінням. Зараз маршрут проходять альпіністи різного рівня підготовки з успішністю близько 60 %, зазвичай за 4-5 днів. Рекордне за швидкістю сходження на Ель-Капітан за маршрутом Ніс здійснили Алекс Гоннольд (Alex Honnold) і Ганс Флорин (Hans Florine) менше, ніж за 2,5 години (точний час 2:23:51).

## Спеціальне спорядження
В останні кілька десятиліть техніка проходження великих скель зазнала помітного прогресу завдяки вдосконаленню спорядження для альпінізму й поліпшення техніки лазіння. Для проходження довгих технічних маршрутів було розроблено спеціальні прилади для транспортування спорядження і організації біваку в умовах навислої або вертикальної стіни. Їх використовують на додаток до стандартного спорядження.
Для транспортування використовують баули різних розмірів, найчастіше водонепроникні. Для їх підйому потрібна додаткова мотузка — оптимально статика (завтовшки 8-10 мм залежно від ваги спорядження) або динаміка, яку можна використовувати як запасну основну мотузку.
Для ночівлі використовують платформи. Як доповнення до платформи або замість неї використовують бівакзак, який захищає від дощу, вітру і конденсату.
Сходжувачам також слід врахувати відправлення природних потреб на стіні і взяти спеціальний контейнер для туалету.

## Ресурси Інтернету
www.bigwalls.net [Архівовано 22 серпня 2011 у WebCite]